# Земля Мінотавра
Земля Мінотавра (англ. Land of the Minotaur), (англ. The Devil's Men) — грецький фільм жахів 1976.

## Сюжет
Барон Карофакс сповідує культ поклоніння Сатані на віддаленому острові. Священик отець Роше, єдиний житель острова, що не замішаний у сатанізмі. На острові починають пропадати іноземні студенти, які стають жертвами в ритуалах сатаністів. Отець Роше намагається переконати владу міста, що в цій справі замішані релігійні фанатики, але йому ніхто не вірить. Незабаром йому на допомогу приїжджає з Нью-Йорка приватний детектив Майло.

## У ролях
| Актор                | Роль                        |
| -------------------- | --------------------------- |
| Дональд Плезенс      | Отець Роше                  |
| Пітер Кашинг         | Барон Карофакс              |
| Луан Пітерс          | Лорі Гордон                 |
| Костас Караджіорджіс | Майло Кей                   |
| Дімітріс Бісланс     | сержант Вендріс             |
| Анна Мацурані        | вдова, місіс Мікаеліс       |
| Крістіна             | дочка власника магазину     |
| Нікос Верлекіс       | Ян                          |
| Ванна Ревілл         | Бет                         |
| Роберт Белінг        | Том Гіффорд                 |
| Анестіс Влахос       | Карападес, власник магазину |
| Джордж Веуліс        | Макс, водій                 |
| Джейн Лайл           | подруга Майло               |
| Джессіка Дублін      | місіс Загрос                |
| Ефі Косма            | перша жертва                |